# Mr. Sunshine (Fernsehserie, 2011)
Mr. Sunshine (englisch für ‚Herr Sonnenschein‘) ist eine US-amerikanische Sitcom von und mit Matthew Perry, die 2010 von Sony Pictures Television für den Sender ABC produziert wurde. Ihre Weltpremiere hatte die Serie in Kanada am 7. Februar 2011 auf CTV, bevor sie am 9. Februar 2011 in den USA auf ABC zu sehen war. Am 13. Mai 2011 wurde die Serie von ABC eingestellt, obwohl erst 9 der 13 produzierten Folgen ausgestrahlt worden waren.

## Handlung
Mr. Sunshine erzählt die Geschichte des 40-jährigen Ben Donovan, der Geschäftsführer der alten Sportarena The Sunshine Center in San Diego ist. Er kümmert sich um Anfragen, Pannen und um die Angestellten. Er organisiert die Show für mehr als 17.000 Menschen. Ben arbeitet mit der Besitzerin, Crystal Cohen zusammen, die attraktiv, mächtig und unberechenbar ist. Außerdem arbeitet er noch mit Alice, der Marketingleiterin, die auch seine Freundin ist, mit Alonzo, dem ehemaligen, attraktiven Basketballstar, sowie mit seiner hübschen Assistentin Heather. Crystals Sohn Roman ist lieb, aber auch ahnungslos und treibt Ben in den Wahnsinn.

## Besetzung
- Matthew Perry spielt Ben Donovan, den Geschäftsführer des Sunshine Center.
- Allison Janney ist Crystal Cohen, die Chefin von Ben und Besitzerin des Sunshine Center.
- Andrea Anders spielt Alice, die Marketingleiterin des Sunshine Center und Bens Freundin.
- James Lesure als Alonzo Pope. Der ehemalige Basketballstar ist Bens bester Freund.
- Nate Torrence ist Roman Cohen. Er ist verknallt in Heather.
- Portia Doubleday ist Heather, Bens Assistentin im Sunshine Center.

## Veröffentlichung und Kritik
In Kanada begann die Ausstrahlung der ersten Staffel am 7. Februar und in den Vereinigten Staaten am 9. Februar 2011. Nach dem Ausstrahlungstart mit 10,5 Millionen Zuschauern und einem Marktanteil von 10 Prozent für ABC fielen die Einschaltquoten auf gegen Ende unter fünf Millionen Zuschauern ab. In Folge verlängerte ABC die Serie nicht und beendete die Ausstrahlung nach neun gesendeten Folgen. Mit als Grund für die geringen Zuschauerzahlen wird die Positionierung gegen American Idol des Senders Fox gesehen.
Die Ausstrahlung aller 13 produzierten Episoden begann der Sender sixx am 10. März 2013.
Mr. Sunshine erhielt ein durchwachsenes Presseecho, was sich auch in den Auswertungen US-amerikanischer Aggregatoren widerspiegelt. So erfasst Rotten Tomatoes 52 % wohlwollende Besprechungen und ordnet die Serie dementsprechend als „Gammelig“ ein. Metacritic ermittelt eine Durchschnittswertung von 54/100 aus den vorliegenden Bewertungen.

## Episodenliste
| Nr. | Deutscher Titel               | Originaltitel        | Erstausstrahlung USA/Kanada | Deutschsprachige Erstausstrahlung (D) |
| --- | ----------------------------- | -------------------- | --------------------------- | ------------------------------------- |
| 1   | Der Elefant im Porzellanladen | Pilot                | 7. Feb. 2011                | 10. März 2013                         |
| 2   | Der Mitarbeiter des Jahres    | Employee of the Year | 14. Feb. 2011               | 10. März 2013                         |
| 3   | Heathers Schwester            | Heather’s Sister     | 21. Feb. 2011               | 10. März 2013                         |
| 4   | Feinde am Arbeitsplatz        | Hostile Workplace    | 28. Feb. 2011               | 10. März 2013                         |
| 5   | Das Schlumpf-Trauma           | Crystal on Ice       | 7. März 2011                | 17. März 2013                         |
| 6   | Mit den Waffen einer Frau     | Lingerie Football    | 14. März 2011               | 17. März 2013                         |
| 7   | Die Tennis-Gala               | Celebrity Tennis     | 23. März 2011               | 17. März 2013                         |
| 8   | Der Assistent                 | The Assistant        | 30. März 2011               | 17. März 2013                         |
| 9   | Ben und Vivian                | Ben and Vivian       | 6. Apr. 2011                | 24. März 2013                         |
| 10  | Selbsthilfe                   | Self Help            | —                           | 24. März 2013                         |
| 11  | Helden der Vergangenheit      | Family Business      | —                           | 24. März 2013                         |
| 12  | Cohen & Donovan               | Cohen and Donovan    | —                           | 24. März 2013                         |
| 13  | Der Trauzeuge                 | The Best Man         | —                           | 24. März 2013                         |